# Christian Barnekow (1626–1666)
Christian Barnekow, född 13 december 1626 i Vittskövle församling, död 14 april 1666 i Vittskövle församling, Kristianstads län, var en svensk ämbetsman.

## Biografi
Christian Barnekow föddes 1626 på Vittskövle slott i Vittskövle församling. Han var son till fänriken Hans Barnekow och Elisabet Bille. Barnekow blev 1640 student i Sorö och 1648 vid Orleans universitet. Han blev 1650 hovjunkare hos kung Fredrik III av Danmark och blev 1651 landskommissarie i Skåne. Barnekow blev 1660 svensk medborgare vid Skånes förening med Sverige. Han blev 18 mars 1663 vice president i Göta hovrätt och introducerades 1664 i Sveriges Riddarhus som nummer 23 i gamla riddarklassen. Barnekow avled 1666 på Vittskövle slott, Vittskövle församling och begravdes 28 maj samma år i Sankt Petri kyrka, Malmö.

### Egendom
Barnekow ägde Ralsvik och Streu på Rügen, Vittskövle slott i Vittskövle socken och Lillö i Åsums socken.

### Familj
Barnekow gifte sig första gången 4 september 1651 i Malmö med Elsa Ramel (1633–1658), dotter till danska riksrådet Henrik Ramel och Margareta Skeel. De fick tillsammans barnen Hans Barnekow (1652–1655), Henrik Barnekow (1654–1658) och Elisabet Barnekow (1658–1658).
Han gifte sig andra gången 5 mars 1660 i Köpenhamn med Brita Scheel (1638–1699), dotter till danska riksrådet Christen Albretsson Skeel och Brigitte Corfitzdotter Rud. De fick tillsammans barnen översten Kjell Christoffer Barnekow (1663–1700) och Elsa Barnekow (död 1668). Efter Barnekows död gifte Brigitte Skeel om sig med geheimerådet och vice kanslern greve Christoffer Parsberg och riddaren Knud Thott.